# BeForU (アルバム)
『BeForU』（ビーフォーユー）は、日本の女性歌手グループBeForUの1枚目のアルバムである。2003年11月28日発売。

## 概要
BeForUとしての初のCD作品である。コナミ（コナミデジタルエンタテインメント）の音楽ゲーム・BEMANIシリーズで発表した楽曲「DIVE」「Firefly」「BRE∀K DOWN!」などの他、メンバーのソロ楽曲も収録されている。
店頭販売は無く、コナミスタイルでの通信販売のみ。カスタムファクトリーのプロジェクトで3000枚の受注ノルマがあったものの、わずか2週間でノルマ達成し、発売が決定した。通信販売のみという形態ながら、1ヶ月後には1万枚を売り上げている。2005年11月2日(水)更新のコナミスタイルのメールマガジンにて2万枚売上達成のニュースが配信された。
CDジャケットやブックレット、ディスク等にはメンバーの写真は一切無く、代わりに『GUITARFREAKS』&『drummania』シリーズに登場する、メンバーの名前が付けられたキャラクター達が描かれている。

## 収録曲
1. チカラ (LIVE BAND style)
作詞：小坂りゆ　作曲・編曲：NAOKI MAEDA
初出は『GUITARFREAKS 9th MIX』&『drummania 8th MIX』。
2. LOVE2 シュガ→
歌唱：Noria　作詞：Noria　作曲・編曲：Takayuki Ishikawa
Noriaのソロ楽曲。初出は『pop'n music 8』。
3. DIVE
作詞：小坂りゆ、Noriyo Chiba、Yoshinori Matsushita　作曲・編曲：NAOKI MAEDA
BeForUとして初めて発表した、いわばデビュー曲。初出は『Dance Dance Revolution 5th MIX』。
4. ヒマワリ
歌唱：小坂りゆ　作詞：小坂りゆ　作曲・編曲：NAOKI MAEDA
小坂りゆのソロ楽曲。初出は『GUITARFREAKS 10th MIX』&『drummania 9th MIX』。
5. BABY LOVE
歌唱：Noria　作詞：Noria　作曲・編曲：Takayuki Ishikawa
Noriaのソロ楽曲。アルバム用の新曲だったが、その後『beatmania IIDX 10th style』に収録。
6. LOVE ♡ SHINE
歌唱：小坂りゆ　作詞：小坂りゆ　作曲・編曲：NAOKI MAEDA
小坂りゆのソロ楽曲。初出は『Dance Dance Revolution EXTREME』。
7. BRE∀K DOWN! (LIVE BAND style)
作詞：小坂りゆ　作曲・編曲：NAOKI MAEDA
初出は『DDRMAX2 Dance Dance Revolution 7th MIX』。このアルバム以前にもロングバージョンが作られているが（CD「GUITARFREAKS & drummania BEST TRACKS」収録）、それとは別物。違いはアレンジと間奏の台詞部分の有無。
8. Silvia Drive (extended)
歌唱：Noria　作詞：Noria　作曲・編曲：Takayuki Ishikawa
Noriaのソロ楽曲。初出は『beatmania IIDX 9th style』。
9. Firefly
作詞：BeForU　作曲・編曲：NAOKI MAEDA
初出は『DDRMAX Dance Dance Revolution 6th MIX』。
10. ☆shining☆ (LIVE BAND style)
歌唱：りゆ&のりあ　作詞：小坂りゆ　作曲・編曲：NAOKI MAEDA
小坂りゆとNoriaのコラボレーション。初出は『pop'n music 9』。このアルバム以前にロングバージョンをライブで披露したことがあるが、その時とは2番の歌詞が異なる。ライブ時の2番の歌詞はNoriaが作ったもの。
11. SHOOTING STAR
歌唱：小坂りゆ　作詞：小坂りゆ　作曲・編曲：NAOKI MAEDA
小坂りゆのソロ楽曲。アルバム用の新曲だったが、その後『beatmania IIDX 10th style』に収録。
12. TEARS
歌唱：EK　作詞：Noria　作曲：NAOKI MAEDA　編曲：Takayuki Ishikawa
Noriaのソロ楽曲。初出は『Dance Dance Revolution EXTREME』。
13. true... (2003 album version)
歌唱：小坂りゆ　作詞：小坂りゆ　作曲・編曲：NAOKI MAEDA
小坂のソロデビューシングル楽曲。初出は『DDRMAX Dance Dance Revolution 6th MIX』。
14. GRADUATION 〜それぞれの明日〜 (unplugged version)
作詞：小坂りゆ　作曲・編曲：NAOKI MAEDA
初出は『Dance Dance Revolution EXTREME』。このアルバム以前にもロングバージョンが作られているが（CD「Dance Dance Revolution EXTREME Original Soundtrack」収録）、それとは別物。